# Batilda Orleánská
Batilda Orleánská (Luisa Marie Tereza Batilda; 9. července 1750, Saint-Cloud – 10. ledna 1822, Paříž) byla francouzskou princeznou královské krve z rodu Bourbon-Orléans. Byla sestrou Filipa Égalité, matkou vévody z Enghien a tetou francouzského krále Ludvíka Filipa. Provdala se za svého vzdáleného bratrance, vévodu z Enghien, a po narození syna se stala známou jako vévodkyně z Bourbonu. Během francouzské revoluce byla známá jako Citoyenne Vérité.

## Dětství

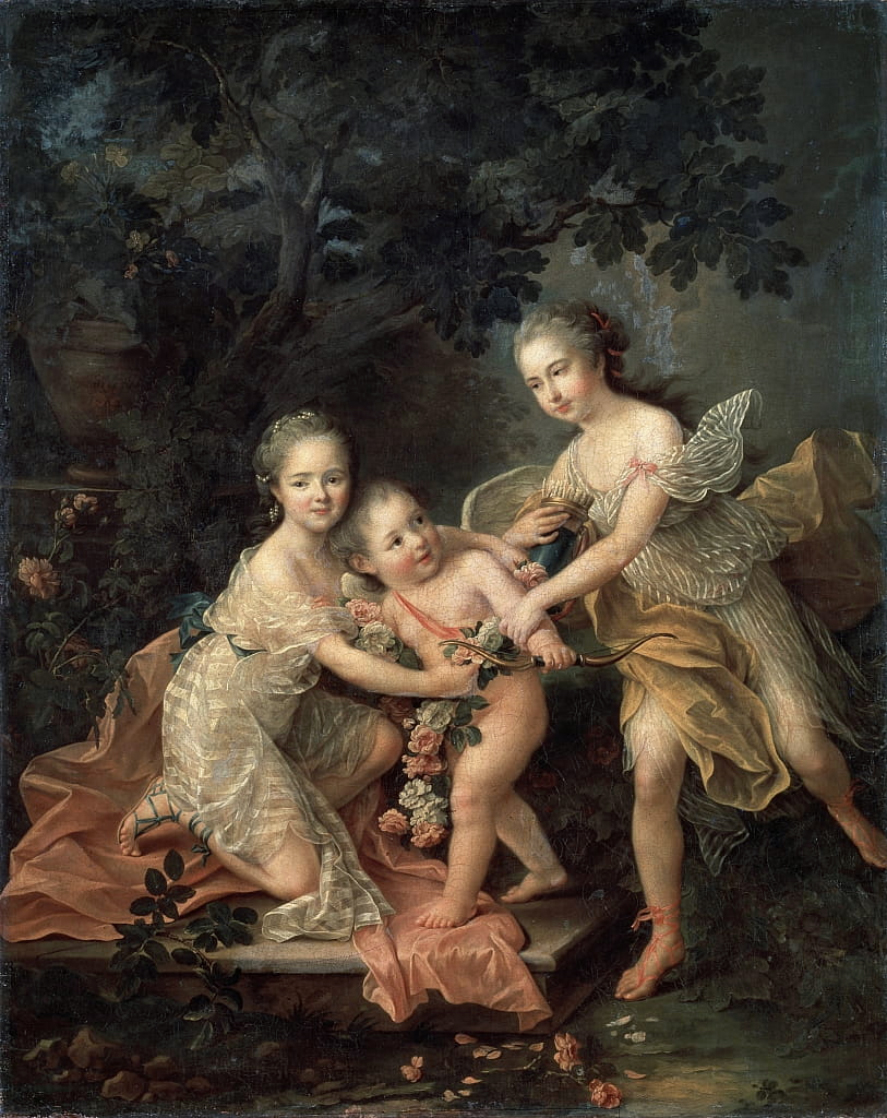
Děti Orlánského vévody (asi 1755); Batilda držící anděla se svým bratrem, mladým vévodou z Chartres zcela vpravo. Malba François-Huberta Drouaise.

Batilda byla potomkem krále Ludvíka XIV. i jeho bratra Filipa Orleánského, narodila se jako princezna královské krve s oslovením Jasnost. Narodila se 9. července 1750 na zámku Saint-Cloud asi deset kilometrů západně od Paříže jako dcera Ludvíka Filipa Orleánského, vévody ze Chartres, a jeho manželky Luisy Henrietty Bourbonské. U dvora byla neoficiálně známá jako Mademoiselle, což odráželo její postavení nejstarší neprovdané princezny královské krve u dvora. Její matka zemřela v roce 1759, když bylo Batildě osm let. Otec jí pod tlakem své milenky Madame de Montesson poslal vzdělávat se jako schovanka internátu do kláštera Penthemont.

## Manželství

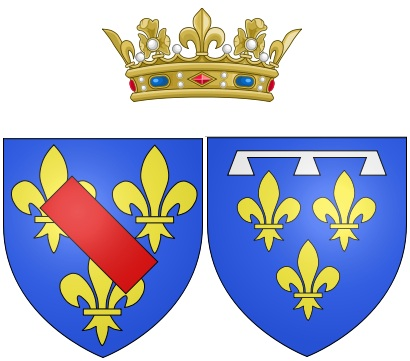
Batildin erb jako vévodkyně z Bourbonu, kněžny z Condé

Zpočátku byla Batilda považována za vhodnou nevěstu pro svého vzdáleného bratrance Ferdinanda Parmského, oblíbeného vnuka krále Ludvíka XV. Manželství se však nikdy neuskutečnilo. Se svým budoucím manželem, vévodou z Enghien, synem a dědicem knížete z Condé a Šarloty de Rohan, se poprvé setkala na zámku Versailles na svatbě svého bratra v létě 1769. Mladý vévoda byl také princem královské krve, byl však potomkem mladší větve rodu Bourbonů. Jeho sestra Luisa Adelaida navštěvovala stejný klášter jako Batilda, což dalo vévodovi záminku navštívit klášter a spatřit Batildu. Třináctiletý vévoda požádal o šest let starší Batildu o ruku a jejich otcové se sňatkem souhlasili. Batildiny výhrady, že si vezme někoho tak mladého, překonala její touha opustit klášter, vrátit se ke své rodině a vdát se do takové prestižní rodiny.
Pár byl oddán 20. dubna 1770 na zámku Versailles. Batildě bylo devatenáct a jejímu manželovi čtrnáct let. Kvůli věku ženicha nebylo manželství naplněno a Batilda se vrátila do kláštera. Netrvalo dlouho a manžel ji z kláštera odvezl. Po pouhých šesti měsících jej začalo manželství unavovat a obrátil svou pozornost k jiným ženám. Pravidelné usmíření mezi Batildou a jejím manželem jí nakonec umožnilo porodit jejich jediného syna, Ludvíka Antonína Jindřicha Bourbona, v srpnu 1772. Od sňatku až do narození syna byla známá jako vévodkyně z Enghienu; po narození byla známá jako vévodkyně z Bourbonu.
Oba, manžel i manželka, měli milence, a Batilda v roce 1778 porodila nemanželskou dceru Adelaidu Viktorii, která byla zapsána pod příjmením Dumassy. Jejím otcem byl mladý námořní důstojník Alexandre Amable de Roquefeuil. Vztah skončil tragicky, když se Roquefeuil v roce 1786 utopil v přístavu Dunkerk. Skandál vévodova cizoložství vyšel v roce 1778 a následky padly zcela na Baildina ramena. Pár se v roce 1780 formálně rozešel.
Jakožto odloučená manželka, nemohla být vévodkyně přijata u dvora, přesto Marii Antoinettu navštěvovala v Malém Trianonu ve Versailles. Nějaký čas žila se svým otcem a jeho druhou manželkou Madame de Montesson v jejich zámku Saint-Assise. Když otec v roce 1785 zemřel, stal se její bratr Filip orleánským vévodou. Batilda zakoupila dům v Paříži, zvaný Hôtel de Clermont a zámek Petit-Bourg. Jednou týdně se vídala se synem a nemanželskou dceru si nechala u sebe.

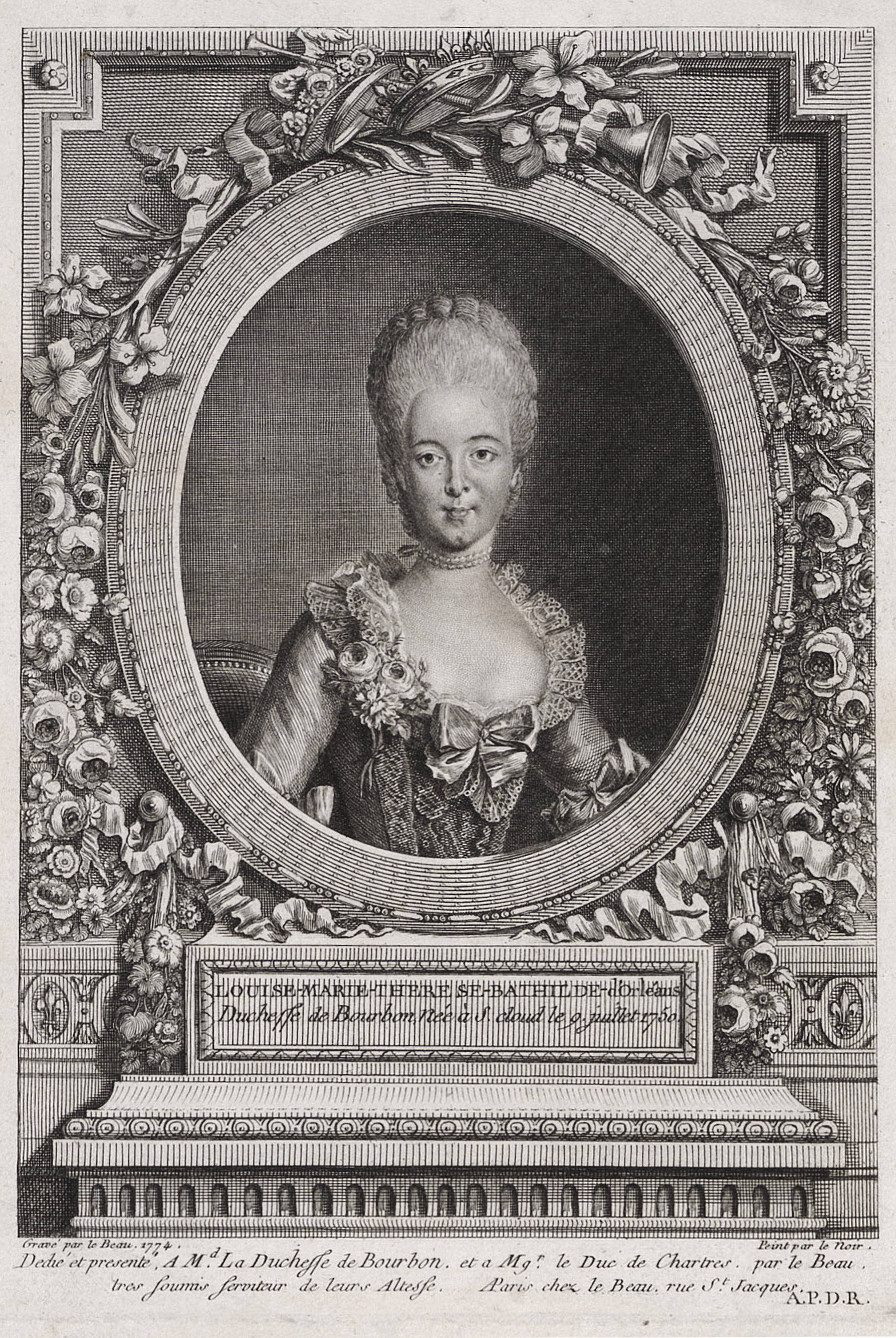
Batilda jako bourbonská vévodkyně od neznámého umělce

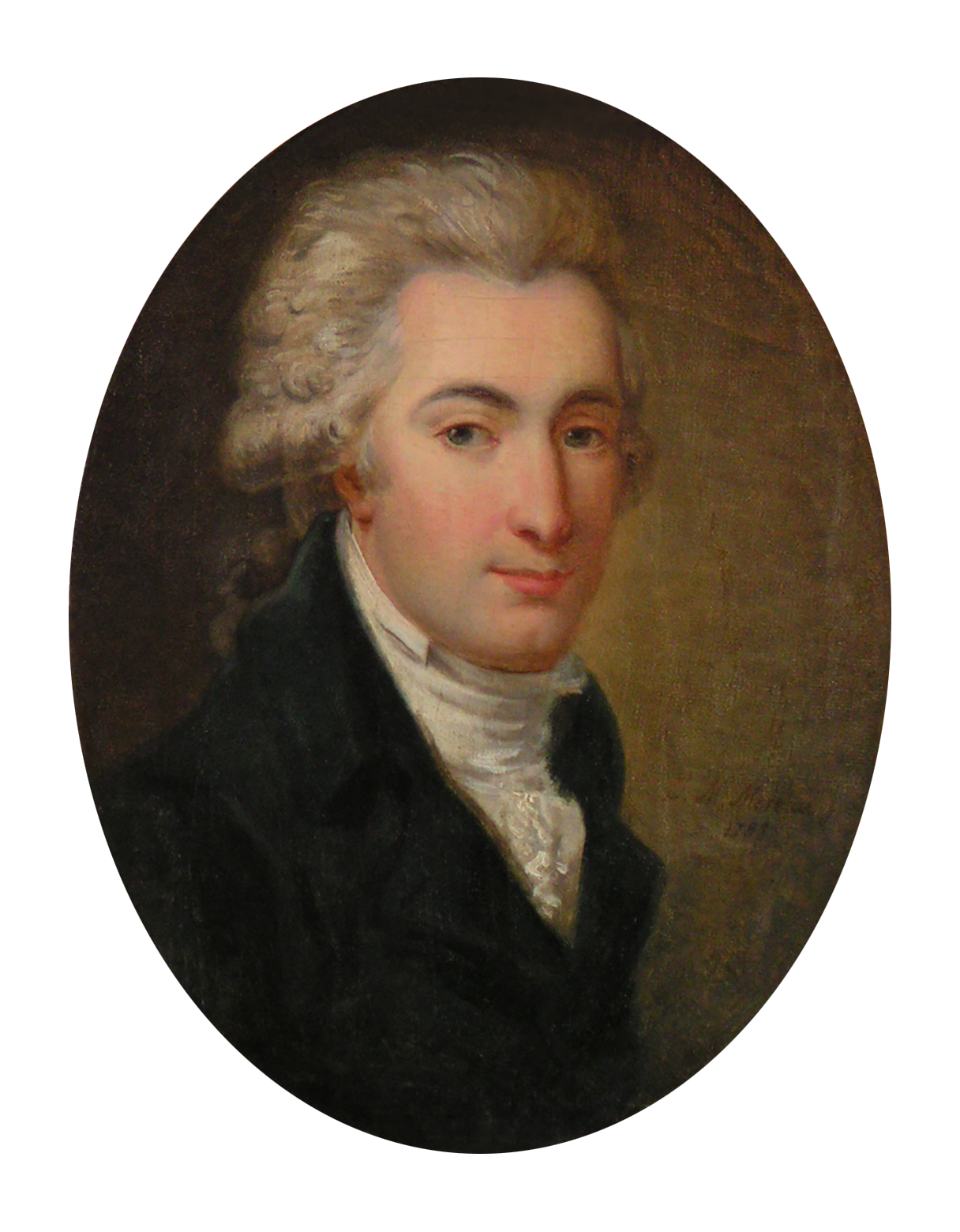
Louis Antoine, vévoda z Enghien

V roce 1787 koupila od Ludvíka XVI. Elysejský palác a dala tam postavit vesničku; inspirovala se Hameau de Chantilly na zámku Chantilly. Začala se zajímat o okultismus a studium nadpřirozeného umění jako je čtení z ruky, astrologie, vykládání snů a magnetismus. Její salon byl proslulý po celé Evropě pro svou svobodu myšlení a brilantní důvtipné lidi, kteří jej navštěvovali. Bathilde byla velmistryní francouzské zednářské lóže adopce, souběžně s tím, že její bratr Filip byl velmistrem mužských zednářů ve Francii.
Během francouzské revoluce Batilda, stejně jako její bratr Filip Égalité, objevila demokracii. Její royalistický manžel i syn opustili po dobytí Bastily Francii. Jak se Ancien régime rozpadal, přijala jméno Citoyenne Vérité (Občanská pravda). Ještě předtím, než mohlo být zabaveno, nabídla své jmění první francouzské republice. V dubnu 1793 její synovec vévoda ze Chartres uprchl z Francie a našel azyl v Rakousku. Jako odvetu Národní konvent nařídil uvěznění všech Bourbonů, kteří zůstali ve Francii.
Zatímco ostatním členům rodu Orleáns, kteří zůstali ve Francii, bylo uloženo domácí vězení, Batilda, Filip Égalité a jeho synové byli uvězněni v pevnosti Saint-Jean v Marseille. Špatně odměněna za věrnost demokratickým ideálům revoluce, žila Batilda rok a půl ve vězeňské cele. 6. listopadu 1793 byl její bratr popraven. Batilda, zázračně ušetřena během Jakobínského teroru, byla během Termidoriánské reakce osvobozena a vrítila se do Elysejského paláce. Zchudlá vévodkyně byla nucena většinu paláce pronajmout.
V roce 1797 Direktorium rozhodlo o vyhnání posledních Bourbonů žijících ve Francii. Batilda byla spolu se svou švagrovou a její dcerou poslána do Španělska. V Barceloně se dozvěděla v roce 1804 o smrti svého syna Ludvíka Antonína, který byl unesen a popraven zastřelením v příkopu na zámku Vincennes.

## Návrat do Francie
V roce 1815, na začátku Restaurace Bourbonů, s ní Ludvík XVIII. vyměnil svůj Hôtel Matignon za Elysejský palác. Batilda často vídala svého manžela; mluvilo se o rozvodu nebo o smíření, ale nic z toho se nestalo. V roce 1818, po smrti svého tchána, se Batilda stala poslední kněžnou z Condé. Téhož roku založila na památku svého syna v Reuilly u Paříže l'hospice d'Enghien, domov pro seniory a zejména bývalé zaměstnance rodiny Bourbon-Orléans. V domově pracovala Catherine Labouré. Batilda strávila zbytek života pomáháním sirotkům, chudým a nemohoucím.
V roce 1822, když se Batilda účastnila průvodu do Panthéonu, se zhroutila a ztratila vědomí. Byla odnesena do domu profesora, který učil na Sorbonně, kde ve věku 71 let zemřela. Po její smrti spálil její synovec Ludvík Filip, který chtěl svému životu vdechnout atmosféru úctyhodnosti, rukopis jejích pamětí. Pohřbena byla v rodinné kapli Orléans její švagrové, vévodkyně Orleánské, která zemřela v roce 1821, kterou postavila v Collégiale de Dreux v roce 1816, jako místo posledního odpočinku pro rodinu Orléans.

## Potomci
- 1. Louis Antoine Henri de Bourbon Condé (2. 8. 1772 Chantilly – 21. 3. 1804 Vincennes), vévoda d'Enghien, poslední mužský potomek rodu de Condé, unesen a popraven na příkaz císaře Napoleona
  - ⚭ 1804 Šarlota Luisa de Rohan (25. 10. 1767 Paříž – 1. 5. 1841 tamtéž)

S námořním důstojníkem Alexandrem de Roquefeuil měla nemanželskou dceru:
- Adelaida Viktorie Dumassy (1778–1846), provdala se za Josepha-Antoina Grose, s ním měla děti, mezi nimiž byl Jean-Baptiste Louis Gros, francouzský diplomat, senátor a průkopník fotografie. Jedním z jejích potomků byl Georges Guynemer, letecké eso první světové války.

## Vývod z předků
|                   |                                |  |                      |                                    |  |  |  |  |  |  |  | Filip I. Orleánský |
|                   |                                |  |                      |                                    |  |  |  |  |  |  |  |                    |
|                   | Filip II. Orleánský            |  |                      |                                    |  |  |  |  |  |  |  |                    |
|                   |                                |  |                      |                                    |  |  |  |  |  |  |  |                    |
|                   |                                |  |                      | Alžběta Šarlota Falcká             |  |  |  |  |  |  |  |                    |
|                   |                                |  |                      |                                    |  |  |  |  |  |  |  |                    |
|                   | Ludvík I. Orleánský            |  |                      |                                    |  |  |  |  |  |  |  |                    |
|                   |                                |  |                      |                                    |  |  |  |  |  |  |  |                    |
|                   |                                |  |                      | Ludvík XIV.                        |  |  |  |  |  |  |  |                    |
|                   |                                |  |                      |                                    |  |  |  |  |  |  |  |                    |
|                   | Františka Marie Bourbonská     |  |                      |                                    |  |  |  |  |  |  |  |                    |
|                   |                                |  |                      |                                    |  |  |  |  |  |  |  |                    |
|                   |                                |  |                      | Madame de Montespan                |  |  |  |  |  |  |  |                    |
|                   |                                |  |                      |                                    |  |  |  |  |  |  |  |                    |
|                   | Ludvík Filip I. Orleánský      |  |                      |                                    |  |  |  |  |  |  |  |                    |
|                   |                                |  |                      |                                    |  |  |  |  |  |  |  |                    |
|                   |                                |  |                      | Ferdinand Maxmilián Bádenský       |  |  |  |  |  |  |  |                    |
|                   |                                |  |                      |                                    |  |  |  |  |  |  |  |                    |
|                   | Ludvík Vilém I. Bádenský       |  |                      |                                    |  |  |  |  |  |  |  |                    |
|                   |                                |  |                      |                                    |  |  |  |  |  |  |  |                    |
|                   |                                |  |                      | Luisa Savojská                     |  |  |  |  |  |  |  |                    |
|                   |                                |  |                      |                                    |  |  |  |  |  |  |  |                    |
|                   | Augusta Bádenská               |  |                      |                                    |  |  |  |  |  |  |  |                    |
|                   |                                |  |                      |                                    |  |  |  |  |  |  |  |                    |
|                   |                                |  |                      | Julius František Sasko-Lauenburský |  |  |  |  |  |  |  |                    |
|                   |                                |  |                      |                                    |  |  |  |  |  |  |  |                    |
|                   | Sibyla Sasko-Lauenburská       |  |                      |                                    |  |  |  |  |  |  |  |                    |
|                   |                                |  |                      |                                    |  |  |  |  |  |  |  |                    |
|                   |                                |  |                      | Hedvika Falcko-Sulzbašská          |  |  |  |  |  |  |  |                    |
|                   |                                |  |                      |                                    |  |  |  |  |  |  |  |                    |
| Batilda Orleánská |                                |  |                      |                                    |  |  |  |  |  |  |  |                    |
|                   |                                |  |                      |                                    |  |  |  |  |  |  |  |                    |
|                   |                                |  | Armand Bourbon-Conti |                                    |  |  |  |  |  |  |  |                    |
|                   |                                |  |                      |                                    |  |  |  |  |  |  |  |                    |
|                   | František Ludvík Bourbon-Conti |  |                      |                                    |  |  |  |  |  |  |  |                    |
|                   |                                |  |                      |                                    |  |  |  |  |  |  |  |                    |
|                   |                                |  |                      | Anna Marie Martinozzi              |  |  |  |  |  |  |  |                    |
|                   |                                |  |                      |                                    |  |  |  |  |  |  |  |                    |
|                   | Louis Armand II. Bourbon-Conti |  |                      |                                    |  |  |  |  |  |  |  |                    |
|                   |                                |  |                      |                                    |  |  |  |  |  |  |  |                    |
|                   |                                |  |                      | Jindřich Jules Bourbon-Condé       |  |  |  |  |  |  |  |                    |
|                   |                                |  |                      |                                    |  |  |  |  |  |  |  |                    |
|                   | Marie Tereza Bourbonská        |  |                      |                                    |  |  |  |  |  |  |  |                    |
|                   |                                |  |                      |                                    |  |  |  |  |  |  |  |                    |
|                   |                                |  |                      | Anna Henrietta Bavorská            |  |  |  |  |  |  |  |                    |
|                   |                                |  |                      |                                    |  |  |  |  |  |  |  |                    |
|                   | Luisa Henrietta Bourbonská     |  |                      |                                    |  |  |  |  |  |  |  |                    |
|                   |                                |  |                      |                                    |  |  |  |  |  |  |  |                    |
|                   |                                |  |                      | Jindřich Jules Bourbon-Condé       |  |  |  |  |  |  |  |                    |
|                   |                                |  |                      |                                    |  |  |  |  |  |  |  |                    |
|                   | Ludvík III. Bourbon-Condé      |  |                      |                                    |  |  |  |  |  |  |  |                    |
|                   |                                |  |                      |                                    |  |  |  |  |  |  |  |                    |
|                   |                                |  |                      | Anna Henrietta Bavorská            |  |  |  |  |  |  |  |                    |
|                   |                                |  |                      |                                    |  |  |  |  |  |  |  |                    |
|                   | Luisa Alžběta Bourbonská       |  |                      |                                    |  |  |  |  |  |  |  |                    |
|                   |                                |  |                      |                                    |  |  |  |  |  |  |  |                    |
|                   |                                |  |                      | Ludvík XIV.                        |  |  |  |  |  |  |  |                    |
|                   |                                |  |                      |                                    |  |  |  |  |  |  |  |                    |
|                   | Luisa Františka Bourbonská     |  |                      |                                    |  |  |  |  |  |  |  |                    |
|                   |                                |  |                      |                                    |  |  |  |  |  |  |  |                    |
|                   |                                |  |                      | Madame de Montespan                |  |  |  |  |  |  |  |                    |
|                   |                                |  |                      |                                    |  |  |  |  |  |  |  |                    |